# Ancien presbytère Notre-Dame
L'ancien presbytère Notre-Dame est un établissement patrimonial religieux construit en 1892 à Roberval.

## Voir plus